# Nhập siêu
Nhập siêu là khái niệm dùng mô tả tình trạng Cán cân thương mại có giá trị nhỏ hơn 0 (zero). Nói cách khác, khi kim ngạch nhập khẩu cao hơn xuất khẩu trong một thời gian nhất định, đó là nhập siêu. Nhập siêu là hiện tượng phổ biến ở những nước có nền kinh tế thị trường phát triển theo hướng kinh tế  xã hội chủ nghĩa 

## Tác động
Xét trên nhiều phương diện, nhập khẩu ở một chừng mực nào đó sẽ có lợi cho nền kinh tế, đặc biệt đối với các nước trong giai đoạn đang phát triển. Tuy nhiên, nhập siêu quá cao sẽ tác động xấu đến nền kinh tế. 

### Tích cực

#### Kinh tế
Đối với kinh tế, việc nhập khẩu công nghệ, máy móc trang thiết bị cao cấp giúp nâng cao trình độ kỹ thuật, tiến gần trình độ phát triển cao của thế giới, nhờ đó tạo ra các sản phẩm xuất khẩu có chất lượng, có khả năng cạnh tranh cao. Trong điều kiện ngành sản xuất nguyên liệu cao cấp trong nước chưa phát triển thì việc nhập khẩu nguyên liệu giúp cho các nước này thực hiện tốt chiến lược công nghiệp hóa, hiện đại hóa hướng về xuất khẩu. Hàng nhập khẩu trong nhiều trường hợp tạo môi trường cạnh tranh kích thích sản xuất trong nước hoàn thiện và phát triển. Nhập khẩu từ nguồn vốn ODA của các tổ chức tài chính quốc tế giúp cải thiện mau chóng hạ tầng cơ sơ tạo điều kiện thuận lợi để phát triển kinh tế.

#### Xã hội
Đối với xã hội, việc nhập khẩu hàng tiêu dùng, sản phẩm khoa học và văn hóa còn góp phần phát triển nguồn nhân lực và nâng cao mức sống người dân. Nhập khẩu từ nguồn vốn đầu tư nước ngoài trực tiếp chẳng những góp phần đẩy nhanh tốc độ tăng trưởng kinh tế mà còn tạo thêm công ăn, việc làm cho người lao động, cải thiện đời sống xã hội.

### Tiêu cực

#### Thúc đẩy tư tưởng "sùng ngoại"
Giới chuyên gia kinh tế cảnh báo những hiểm họa của tình trạng nhập siêu lớn. Chẳng hạn, nhập khẩu tràn lan vượt quá kiểm soát của chính phủ sẽ dẫn tới hiện tượng lãng phí ngoại tệ, tác động xấu đến sản xuất trong nước. Việc nhập khẩu hàng tiêu dùng quá nhiều sẽ dẫn tới xu hướng "sùng ngoại", khiến hàng nội địa khó tiêu thụ hơn. 

#### Gia tăng nợ công
Quan trọng hơn, nhập siêu thường xuyên sẽ dẫn đến tình trạng cạn kiệt ngoại tệ, khiến các chính phủ phải gia tăng vay nợ bằng cách phát hành thêm trái phiếu. Trong một thời gian dài, nhập siêu sẽ khiến con số nợ công của một nước ngày càng tăng vì suy cho cùng các nước đều phải dựa vào xuất khẩu để trả nợ và lãi.

#### Nhân tố tạo khủng hoảng
Xét ở mặt này, nhập siêu có thể gây ra khủng hoảng nợ công như tại Hy Lạp, nước nhập siêu tới 13,5% GDP (năm 2009), dẫn đầu top các nền kinh tế bị nhập siêu tính theo tỷ lệ với GDP. Nước này đã rơi vào cuộc khủng hoảng nợ công tồi tệ nhất châu Âu kể từ đầu năm 2010 và cho đến nay vẫn chưa cải thiện tình hình, dù đã nhận được các gói ứng cứu từ bên ngoài. Hoặc như trường hợp của Hoa Kỳ, nước có kim ngạch nhập siêu tuyệt đối (tính bằng USD) lớn nhất. Hoa Kỳ hiện cũng lâm vào một cuộc khủng hoảng nợ công, nhưng ở mức độ và sắc thái khác vơi Hy Lạp. Hiện nước này đã chạm trần nợ công và có nguy cơ vỡ nợ tạm thời nếu Chính phủ và Quốc hội không đạt được thỏa thuận nâng trần nợ trước ngày 2-8-2011.
Ngoài ra, một số nhà chuyên môn tin rằng nhập siêu lớn là một trong các nguyên nhân chính dẫn tới cuộc Khủng hoảng tài chính Đông Á năm 1997 – 1998.

#### Gia tăng thất nghiệp
Một nghiên cứu của TS. Alec Feinberg, sáng lập viên Citizens for Equal Trade, lại gắn nhập siêu với tỷ lệ thất nghiệp. Dựa trên những dữ liệu từ 25 nước có mức nhập siêu và xuất siêu lớn nhất thế giới (trong giai đoạn 2009-2010), nhóm nghiên cứu của TS. Feinberg cho biết tỷ lệ tác động tới thị trường việc làm của tình trạng nhập siêu dao động từ 60-72%. Những nước nhập siêu cao có tỷ lệ thất nghiệp cao hơn và ngược lại.
TS. Feinberg cũng lưu ý 2 trường hợp là Hoa Kỳ và Trung Quốc. Hoa Kỳ là nước có mức nhập siêu tính theo giá trị USD lớn nhất thế giới, với 633 tỷ USD (năm 2010), lớn hơn giá trị kim ngạch nhập siêu của tất cả các nước nhập siêu trong top 10 (trừ Hoa Kỳ) cộng lại. Hoa Kỳ có tỷ lệ thất nghiệp 9,6% (tại thời điểm thực hiện nghiên cứu). Trong khi đó, Trung Quốc có Thặng dư thương mại tới 296 tỷ USD vào năm 2009, và có tỷ lệ thất nghiệp chỉ 4,3%.

#### Nhấn chìm thị trường chứng khoán
Trang web chuyên giải thích về đầu tư InvestOpedia cho rằng đối với Thị trường chứng khoán(TTCK), nhập siêu kéo dài có thể gây nên những hậu quả tai hại. Giải thích của InvestOpedia cũng dựa trên 2 tác động chính của tình trạng nhập siêu là gia tăng nợ công và làm suy yếu sức cạnh tranh của hàng hóa trong nước. 
Nếu trong một thời gian dài một đất nước nhập khẩu nhiều hàng hóa hơn xuất khẩu, họ sẽ lâm vào cảnh nợ nần, trong khi hàng hóa nội địa ngày càng bị hàng ngoại lấn át. Qua thời gian, giới đầu tư sẽ nhận thấy tình trạng suy yếu trong tiêu thụ hàng hóa nội địa, một diễn biến gây tổn hại cho các nhà sản xuất trong nước và cũng làm suy giảm giá trị cổ phiếu của họ. Thời gian càng kéo dài, giới đầu tư càng nhận ra rằng cơ hội đầu tư tốt ở thị trường nội địa càng ít đi, và bắt đầu chuyển hướng sang các thị trường cổ phiếu ở nước khác. Điều đó sẽ làm giảm nhu cầu đối với thị trường cổ phiếu ở trong nước và khiến thị trường ngày càng đi xuống. Thực trạng của Thị trường chứng khoán Việt Nam hiện nay có thể rơi vào trường hợp này.
Riêng tại Hoa Kỳ, vì sao nước này có kim ngạch nhập siêu khổng lồ mà TTCK của họ vẫn tăng (so với đầu năm)? Xét theo tỷ lệ GDP, nhập siêu của Hoa Kỳ chỉ chiếm 4,3% (năm 2010), nhỏ hơn gần 3 lần so với tỷ lệ 12% của Việt Nam. Ngoài ra, TTCK Hoa Kỳ vẫn có sức hút vì có tới hơn 70% báo cáo doanh thu của các công ty cao hơn dự báo, trong khi giới đầu tư quốc tế và các nước vẫn tiếp tục mua vào USD vì đã trót nắm quá nhiều tài sản bằng USD và không muốn nó sụp đổ. Dù vậy, tính đến ngày 8-6-2011, Thị trường chứng khoán Hoa Kỳ vẫn đang ở trong đợt rớt điểm kéo dài gần 6 tuần lễ, dài nhất kể từ năm 2004 đối với chỉ số Dow Jones Industrial Average.